# Santa Creu
Santa Creu es una localidad española del municipio de Montferrer i Castellbò, perteneciente a la provincia de Lérida, en la comunidad autónoma de Cataluña

## Historia
Hacia mediados del siglo XIX, el lugar, dependiente por entonces del ayuntamiento de Castellbó, tenía contabilizada una población de 22 habitantes. Aparece descrito en el séptimo volumen del Diccionario geográfico-estadístico-histórico de España y sus posesiones de Ultramar de Pascual Madoz de la siguiente manera:

CREU (Sta.): l. dependiente del ayunt. de Castellbó en la prov. de Lérida, part. jud. y dióc. de Seo de Urgel: sit. en la cima de un cerro en el valle de Castellbó, bien ventilado y con clima aunque frio saludable. Tiene 23 casas que forman una sola calle y la igl. (Sta. Cruz), está servida por un cura párroco de nombramiento del ordinario en concurso general: tiene por anejas la de San Andrés y Six; y el cementerio se halla próximo á ella en el mismo pueblo. El térm. está comprendido con el del valle de Castellbó el cual se estiende como una leg. en todas direcciones: se encuentran en él varias fuentes de buena calidad; el terreno es montuoso, áspero y en general de mala calidad; y en él se hallan algunos prados que se riegan, con el agua de algunas fuentes. caminos: dirigen á San Juan del Herm, á Castellbó y á Pallerols en mal estado: la correspondencia la reciben de la Seo por espreso. prod.: trigo, patatas y legumbres; se cria ganado lanar, cabrio, vacuno y de cerda; y hay caza de conejos, perdices, liebres y otros animales dañinos. pobl.: : 4 vec., 22 alm. cap. imp. 19,366 rs. contr.: el 14'28 por 100 de esta riqueza.
(Madoz, 1847, p. 168)

En 2023 tanto la entidad de singular como el núcleo de población de Santa Creu, pertenecientes al municipio de Montferrer i Castellbò, tenían empadronados 19 habitantes.

## Patrimonio
En el lugar hay una iglesia bajo la advocación de la Santa Cruz.